# Шивананда Сена
Шивана́нда Се́на (IAST: Śivānanda Sena) — кришнаитский святой, один из близких сподвижников Чайтаньи, живший в Бенгалии в конце XV — первой половине XVI века.
Говорится, что всю свою собственность Шивананда Сена использовал в служении вайшнавам и Кришне и что вся его семья и слуги были ревностными последователями Чайтаньи. В «Чайтанья-чаритамрите» описывается, что каждый год, за месяц до начала четырёхмесячного периода сезона дождей (чатурмасьи), Шивананда Сена вёл группу из двухсот вайшнавов из Бенгалии в Пури, чтобы принять участие в фестивале Ратха-ятры. При этом он оплачивал всю еду, пошлины, переправы, ночлег и лично заботился об удобстве всех паломников. Соблюдая чатурмасью в Пури, Шивананда Сена вместе с другими вайшнавами и самим Чайтаньей регулярно совершал омовение в священных прудах.
Говорится, что Шивананда Сена продемонстрировал вайшнавское сострадание ко всем живым существам, причём не только к людям, но и к животным. Однажды бродячая собака прибилась к ведомой им в паломничество группе вайшнавов. Шивананда Сена накормил пса и заплатил за его провоз на лодке через реку. Когда собака однажды исчезла, он послал группу вайшнавов на её поиски. Описывается, что по прибытии в Пури, Шивананда увидел, как Чайтанья бросил той самой собаке мякоть кокоса, которую пёс с удовольствием съел. На следующий день пёс сдох, и Шивананда Сена пришёл к выводу, что пёс наверняка достиг освобождения, получив днём ранее прасад Чайтнаньи и таким образом очистившись от всей материальной скверны.
Сыном Шивананды Сены был Кавикарнапура, который говорит в «Гаура-ганоддеша-дипике», что его отец был воплощением любви к Чайтанье, и что в играх Кришны он — гопи по имени Вира, посланница Радхи. Девакинандана Даса прославляет Шивананду Сену в своём бхаджане следующим образом: «Я склоняюсь перед Шиванандой Сеной, который полон божественной любви. Его каста, жизнь и богатство — две лотосные стопы Шри Гаура Райи».
В области 64 самадхи во Вриндаване расположен пушпа-самадхи Шивананды Сены.